# Guerres de Moba
Les guerres de Moba, aussi appelées Moba I et Moba II, sont un conflit ayant eu lieu dans la région de Moba, dans ce qui était alors le Zaïre. Deux attaques sont menées en 1984 et 1985 par le parti de la révolution du peuple (PRP) de Laurent-Désiré Kabila, le 13 novembre 1984 et en juin 1985. Elles sont suivies d'une répression sévère par les forces armées zaïroises (FAZ), prenant fin uniquement à la suite des dissensions internes du PRP en 1987.

## Situation
Après l'échec de la rébellion Simba lumumbiste, Laurent-Désiré Kabila part fonder en octobre 1967 le Maquis de Fizi sur les bords du lac Tanganyika. Il crée un Proto-État marxiste, nommé « zone rouge », dans le territoire de Baraka-Fizi. Kabila en est le président et le parti révolutionnaire du peuple est le parti unique. À partir des années 1970, le territoire du PRP est peu à peu réduit, surtout à cause du départ de nombreux cadres locaux. 
Les activités du PRP sont parfois aidées par les bonnes relations des rebelles avec certains officiers des FAZ, qui leur vendent des armes ou même donnent les détails des opérations que vont mener les soldats zaïrois. Les officiers des FAZ, enrichis par les opérations militaires, ne cherchent donc pas à faire disparaître le maquis, première source de revenus. Toutefois, à la suite des pertes de terrain et à la hausse de demandes matérielles de la part des officiers corrompus, les chefs militaires du PRP se trouvent contraints à se réapprovisionner dans le territoire tenu par les mobutistes, la « zone blanche ». Ils lancent leurs attaques sans l'accord de Kabila, opposé à ce que la guerre soit portée dans sa région natale. Les deux attaques ont pour but de contrarier l'administration mobutiste.

## Moba I
La première attaque est menée sous la supervision d'Adrien Kanambe, le 13 novembre 1984. La garnison locale se rallie aux rebelles.
Le 15 novembre, il est décidé de parachuter le 311e bataillon de la 31e brigade parachutiste zaïroise, basé à Kamina. La brigade est commandée par des instructeurs français, qui ne participent pas aux combats même s'ils gèrent les opérations. Deux Hercules C-130 sont prévus pour les transporter, ainsi qu'un avion léger Cessna 310 pour contrôler les opérations et deux avions d'attaque Aermacchi MB-326. Deux colonnes motorisées parties de Kamina et de Lubumbashi doivent venir les relever. Commandés par le major Ebamba, les parachutistes reprennent l'aéroport le 16 au prix d'un mort et d'une dizaine de blessés. Les combats dans la ville se poursuivent jusqu'au 17, la plupart des rebelles se dispersant. Les colonnes motorisées n'arriveront qu'à la fin du mois à cause de la saison des pluies.  Pour mener les opérations de contre-insurrection, le 311e bataillon est rejoint par le 312e bataillon — l'autre bataillon de la brigade, basé à Kinshasa — et la 13e brigade navale de Kalemie. En une semaine de combat, moins de 150 personnes sont tuées. L'opération met en exergue la faible qualité et la corruption des unités locales des FAZ mais la performance de la 31e brigade est jugée très bonne.
Le gouvernement mobutiste met en cause la Tanzanie et le Burundi, les accusant d'héberger des camps rebelles. La Tanzanie reconnait l'existence d'un camp de réfugiés congolais mais indique qu'ils n'ont pas participé à l'attaque. Les opérations menées par les Zaïrois dans les mois qui suivent se révèlent peu efficaces. Les FAZ se distinguent surtout par la violence de la répression menée contre la population, accusée d'avoir soutenu les rebelles. Les FAZ procèdent à des arrestations arbitraires, des actes de torture et des exécutions sans jugement. Un enseignant témoignera ainsi à Amnesty International des sévices subis depuis son arrestation en mai 1985 jusqu'à son évasion deux mois plus tard.

## Moba II
Le 29 juin, la veille de la célébration des 25 ans d'indépendance du pays, le PRP attaque à nouveau Moba. La cinquantaine d'attaquants est rapidement repoussée.
En août 1985, Calixte Majaliwa, chef d’État-major général politique du PRP, en désaccord avec Kabila, change de camp et rejoint les rangs zaïrois. Il est même nommé responsable des opérations des FAZ. La 31e brigade parachutiste quitte la région et le service d'actions et de renseignements militaires est rapidement envoyé soutenir la 13e brigade .
Toutefois, le maquis reste une source d'enrichissement pour les chefs du PRP, notamment Kabila, qui pillent les ressources naturelles de la région, mais, en 1987, la guérilla ne compte plus que 80 hommes bloqués entre les FAZ et le lac Tanganyika. Le nombre de victimes pendant toute la guerre est nettement inférieur à 1 000 morts.